# 3374 Namur
3374 Namur este un asteroid din centura principală, descoperit pe 22 mai 1980 de Henri Debehogne.